# Nordfyns kommun
Nordfyns kommun är en dansk kommun på norra Fyn i Region Syddanmark. Den bildades i samband med kommunreformen den 1 januari 2007. Nordfyns kommun har 29 195 inv. (2007) och är 451,57 km². Kommuncentrum är Bogense.
Nordfyns kommun är en sammanslagning av:
- Bogense kommun
- Otterups kommun
- Søndersø kommun

## Socknar
1. Klinte socken
2. Krogsbølle socken
3. Bogense socken
4. Nørre Sandagers socken
5. Grindløse socken
6. Nørre Næraa socken
7. Ore socken
8. Skovby socken
9. Guldbjergs socken
10. Ejlby socken
11. Melby socken
12. Nørre Højrups socken
13. Uggerslevs socken
14. Bederslevs socken
15. Norups socken
16. Hårslevs socken
17. Særslevs socken
18. Skamby socken
19. Hjadstrups socken
20. Otterups socken
21. Skeby socken
22. Veflinge socken
23. Vigerslevs socken
24. Søndersø socken
25. Lunde socken
26. Østrups socken

## Borgmästare
- Bent Dyssemark, 1 januari 2007–31 december 2009
- Morten Andersen, 1 januari 2010–11 maj 2023[3]
- Mette Landtved-Holm, 11 maj 2023–[4]

Denna lista hämtas från Wikidata. Informationen kan ändras där.